# 미셸 뷔토르

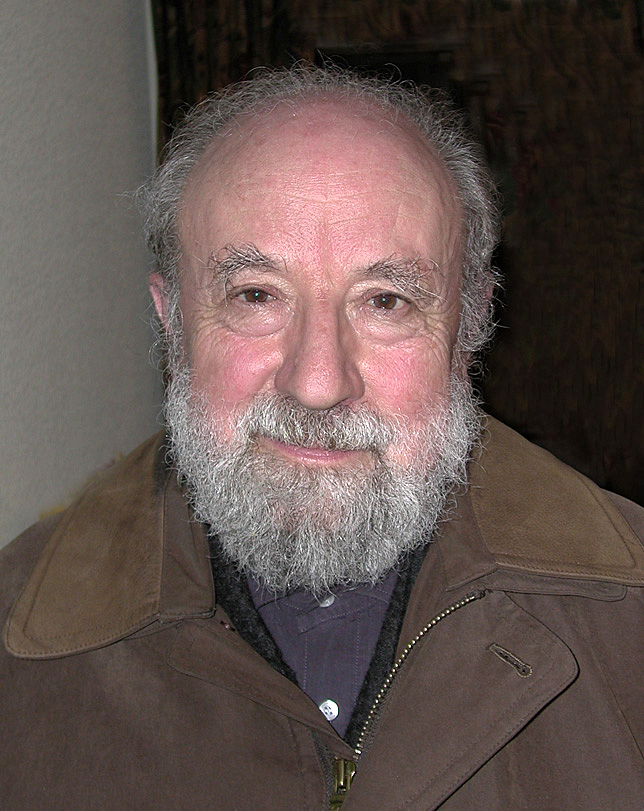
2002년

미셸 뷔토르(Michel Butor, 1926년 9월 14일 ~ 2016년 8월 24일)는 프랑스의 소설가이다.
릴 근교에서 출생하였고 소르본 대학에서는 철학을 배웠다. 이집트와 영국 등 각지에서 교편을 잡다가 30세 이후에는 저작에 전념하였다. 누보로망 작가로서 유명하다. "소설형식의 참다운 변혁, 수확이 많은 탐구는 모두 소설의 개념 그것의 변혁에만 있다"라 하여 현실을 총합적으로 포착할 '전체성'의 표현을 지향한다. 음울한 미지의 도시를 한걸음 한걸음씩 내것으로 하려는 <시간표>(1956), 파리에서 로마에 이르는 열차내에서의 주인공의 회상과 결의를 묘사한 2인칭소설 <변심(變心)><1957,르노드상(賞)>, 작가의 소설기법을 절정에 올린 <계단>(1960) 등과 소설 외 많은 평론과 라디오 드라마, 그리고 시화집과 오페라 대본 등 다채로운 창작활동을 하였다.